# Boizenburg/Elbe
Boizenburg is een gemeente in de Duitse deelstaat Mecklenburg-Voor-Pommeren, gelegen in de Landkreis Ludwigslust-Parchim. De stad telt 10.722 inwoners.

## Geografie

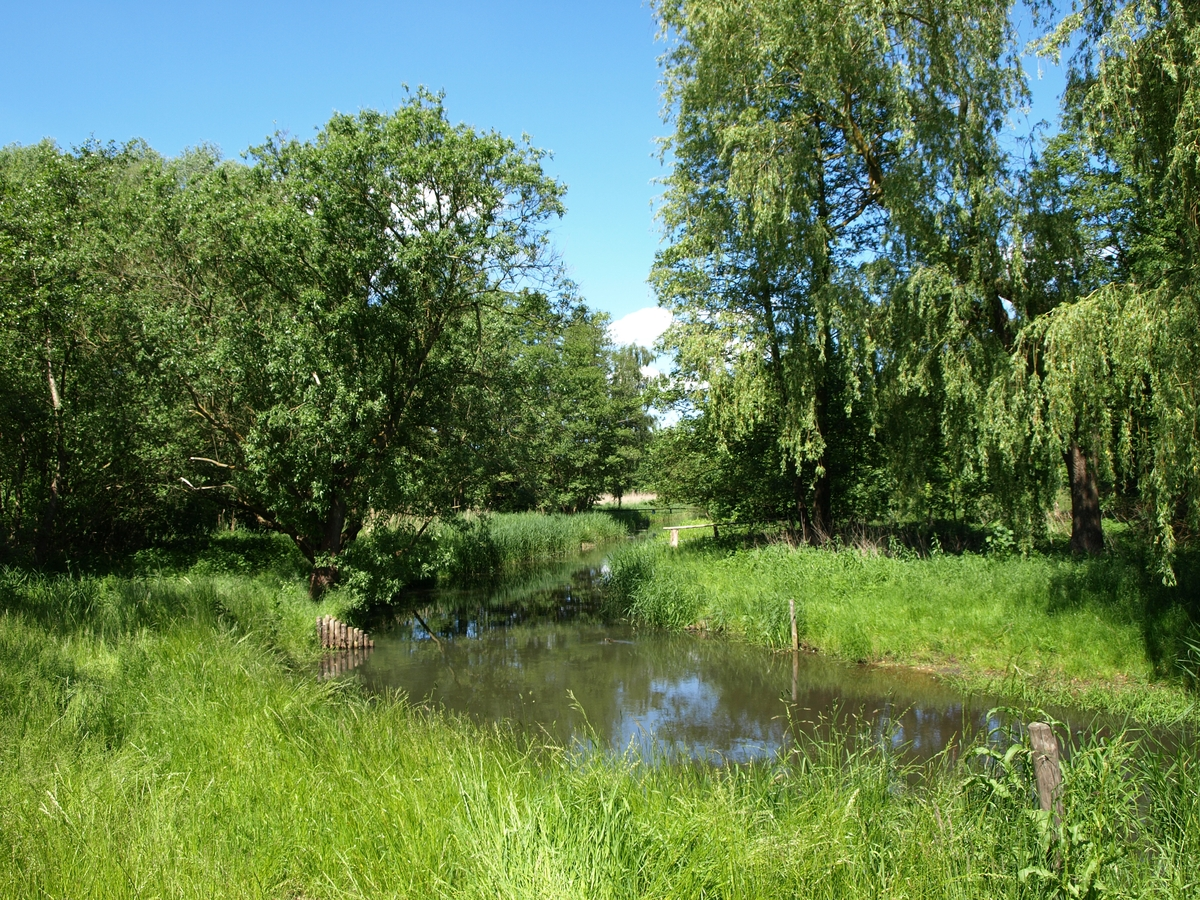
Het riviertje de Boize

Boizenburg heeft een oppervlakte van 47,27 km² en ligt in het noordoosten van Duitsland. De plaats ligt aan, en is genoemd naar, het riviertje de Boize. Dit is een zijriviertje van de Sude, die op haar beurt een zijrivier van de Elbe is.

### Stadsdelen
De gemeente bestaat uit de volgende tien Ortsteile:
- de stad Boizenburg zelf; en negen kleine, om de stad heen gelegen dorpjes:
- Bahlen
- Bahlendorf
- Gehrum
- Gothmann
- Heide
- Metlitz
- Schwartow
- Streitheide
- Vier

## Infrastructuur

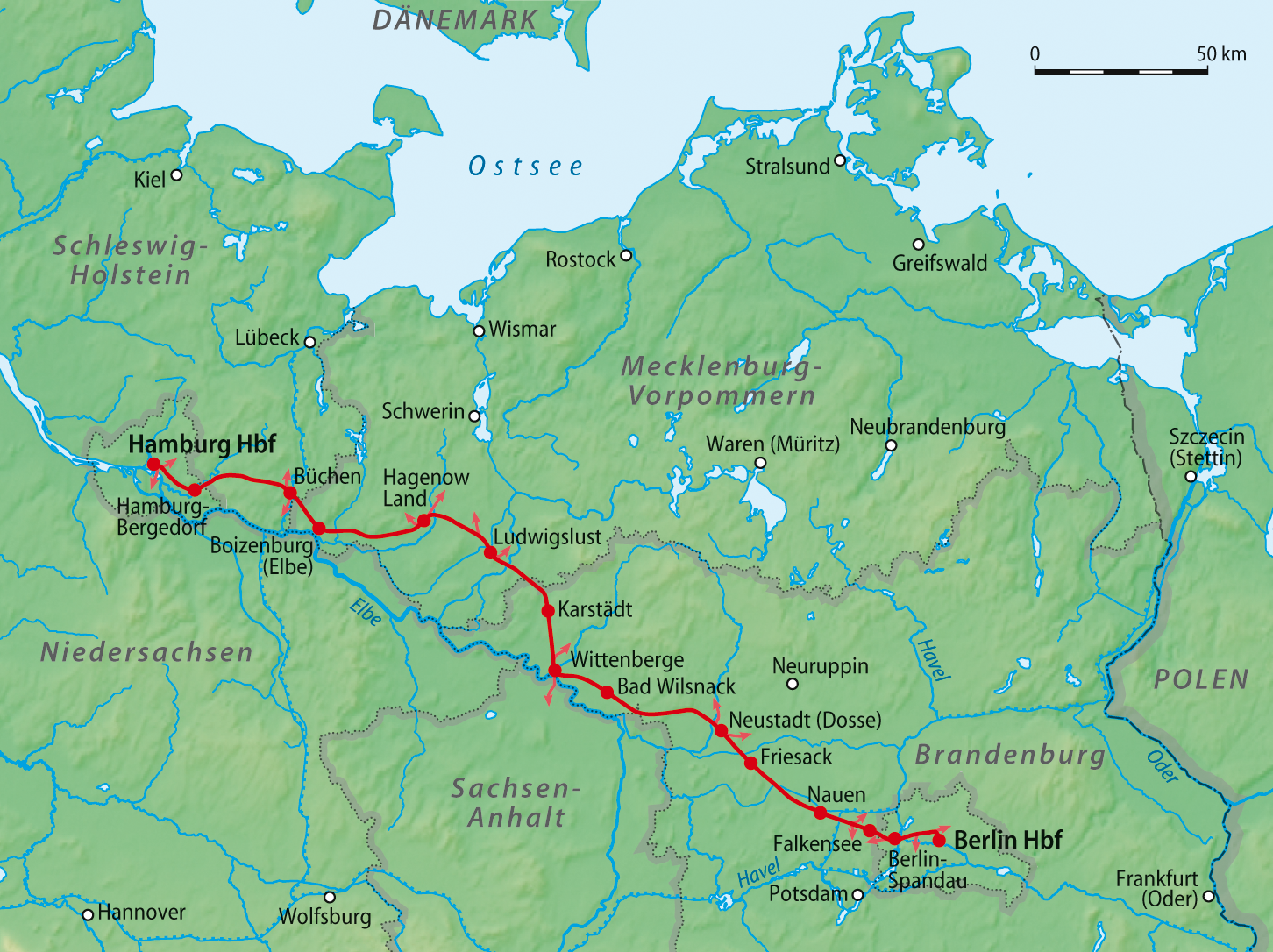
Kaart spoorlijn Hamburg-Berlijn

Het stadje ligt aan de Bundesstraße 5 en de Bundesstraße 195.
Boizenburg heeft sinds 1846 een station aan een spoorlijn, die Hamburg en Berlijn met elkaar verbindt; zie:Spoorlijn Berlijn - Hamburg.
De stad heeft al sedert 1422 een binnenhaven, die sedert plm. 2000 vrijwel alleen voor de pleziervaart wordt gebruikt.

## Galerij

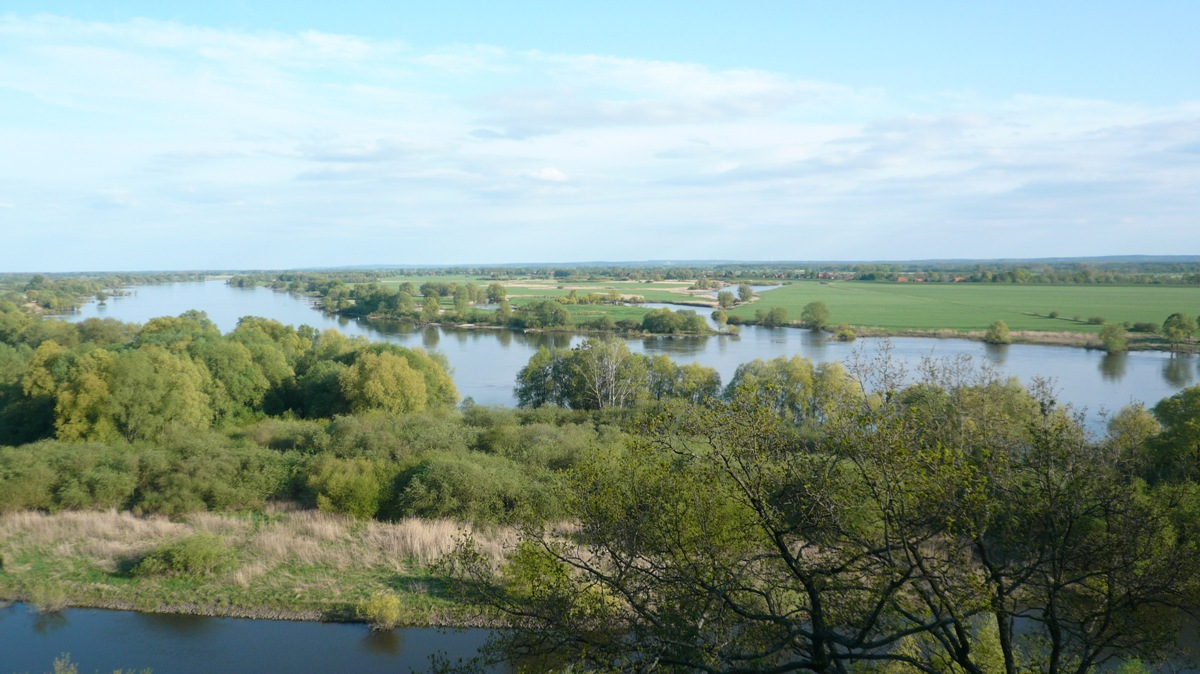
Gezicht op de Elbe, foto gemaakt in Boizenburg
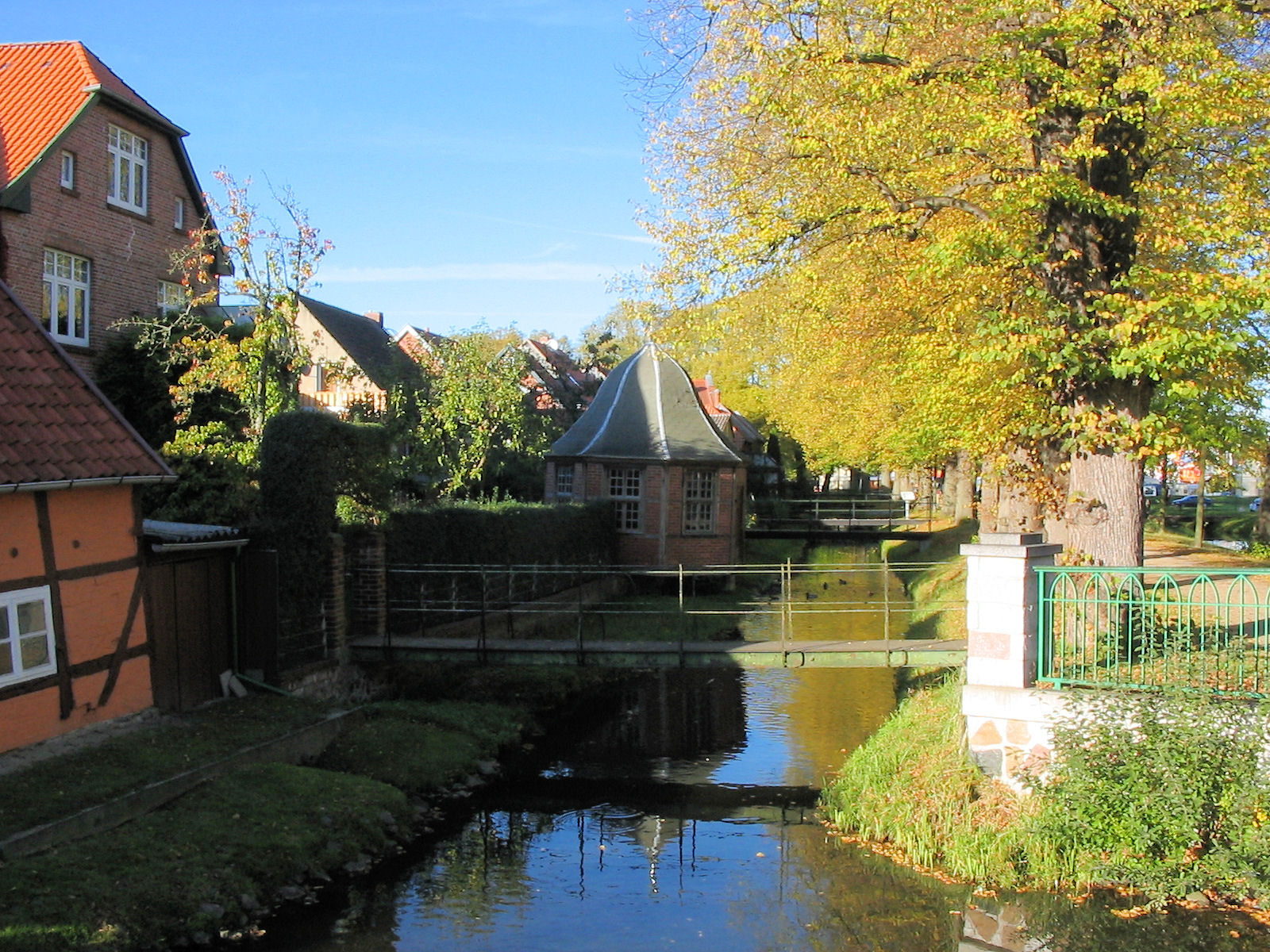
Centrum en stadsgracht
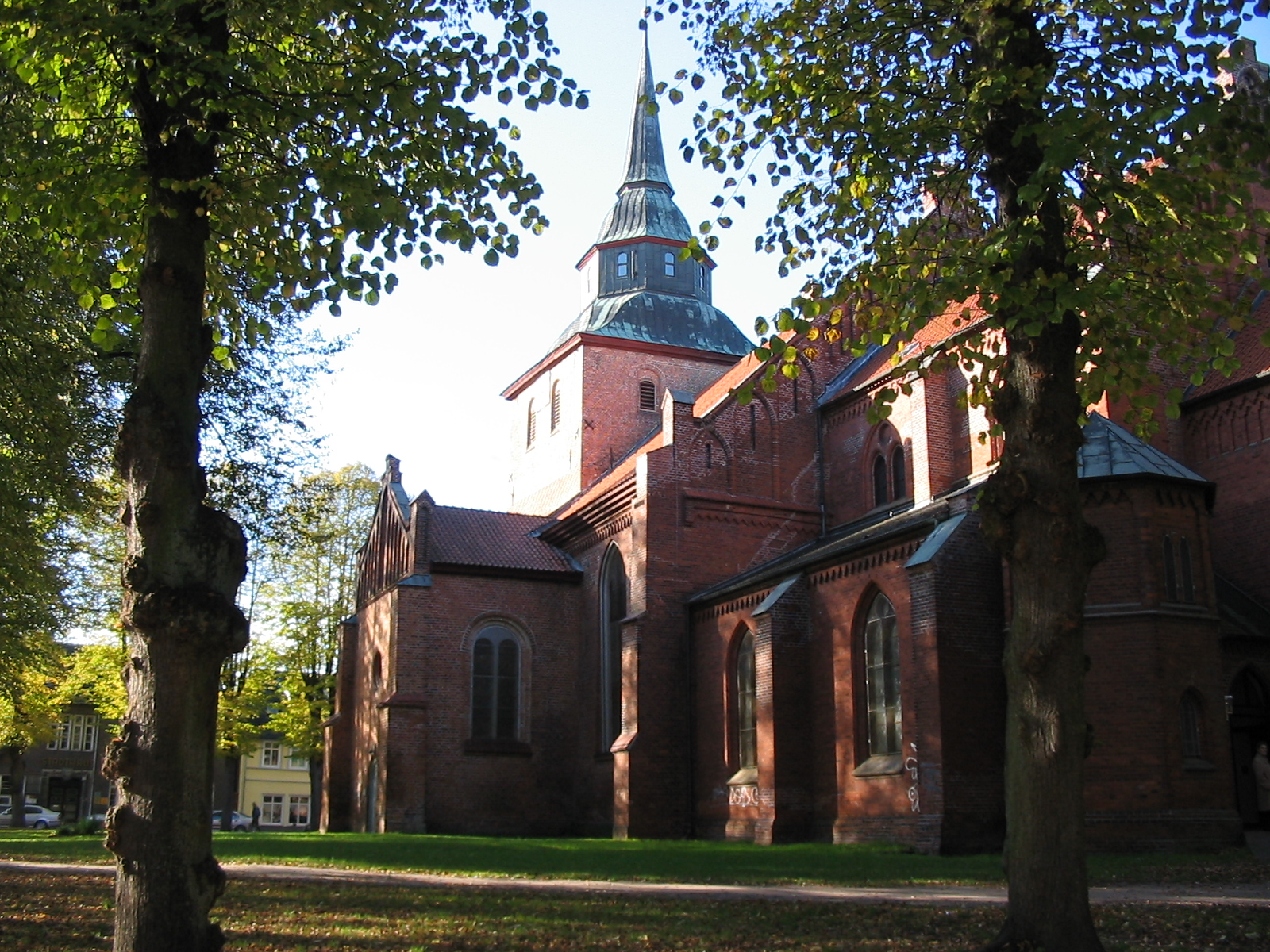
De evang.-lutherse Mariakerk van Boizenburg/Elbe
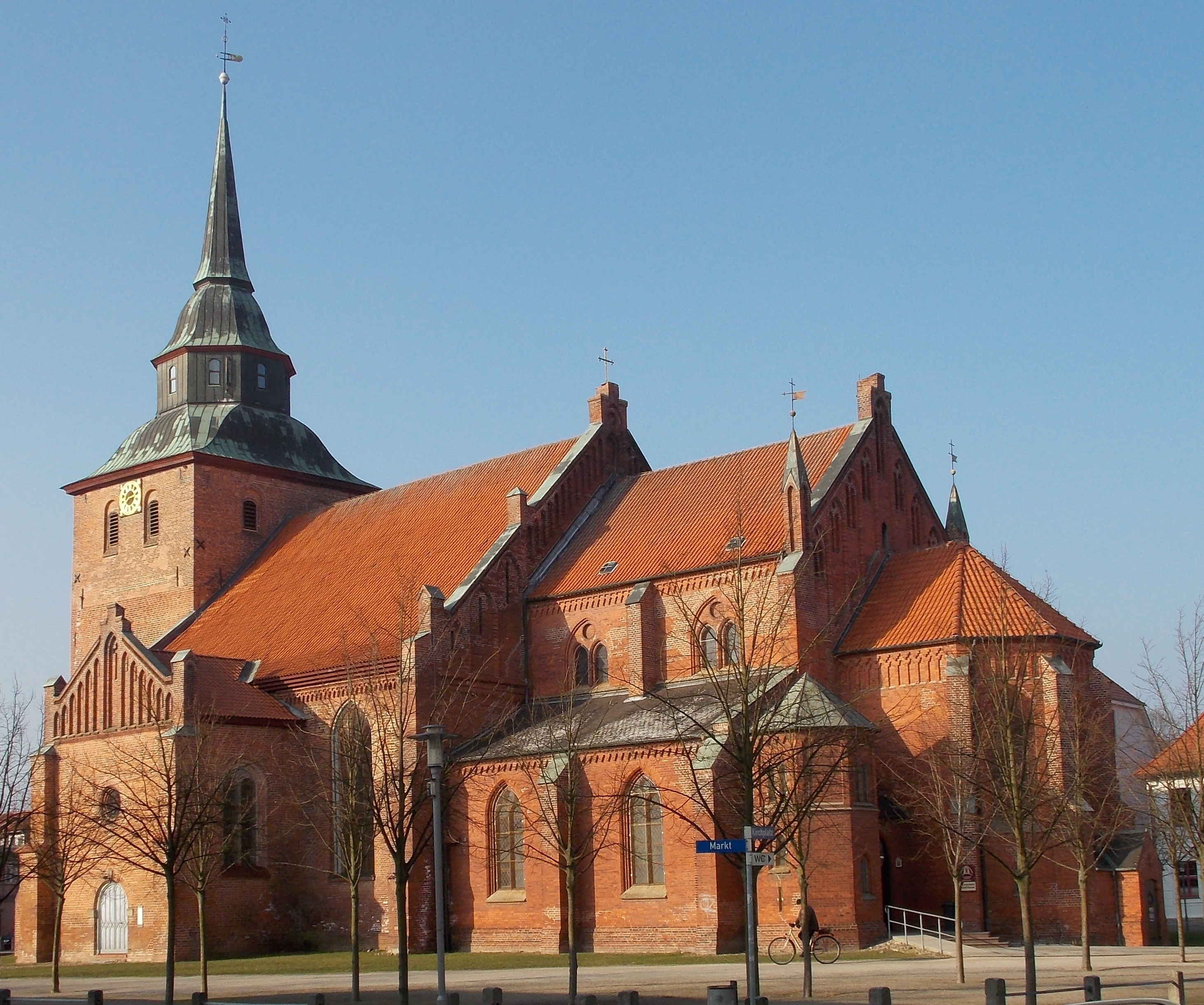
Mariakerk Boizenburg (2)
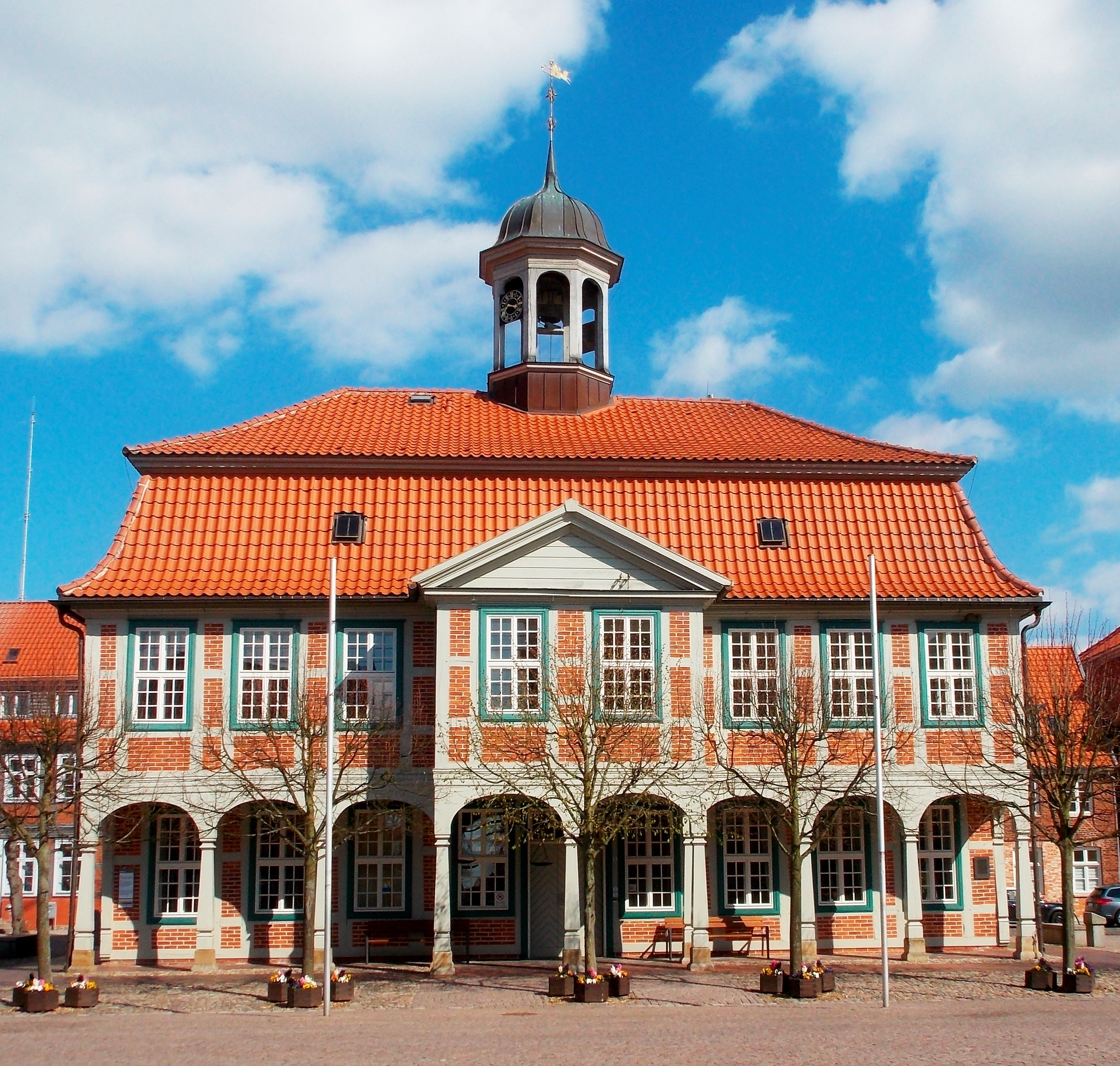
Stadhuis (1712)
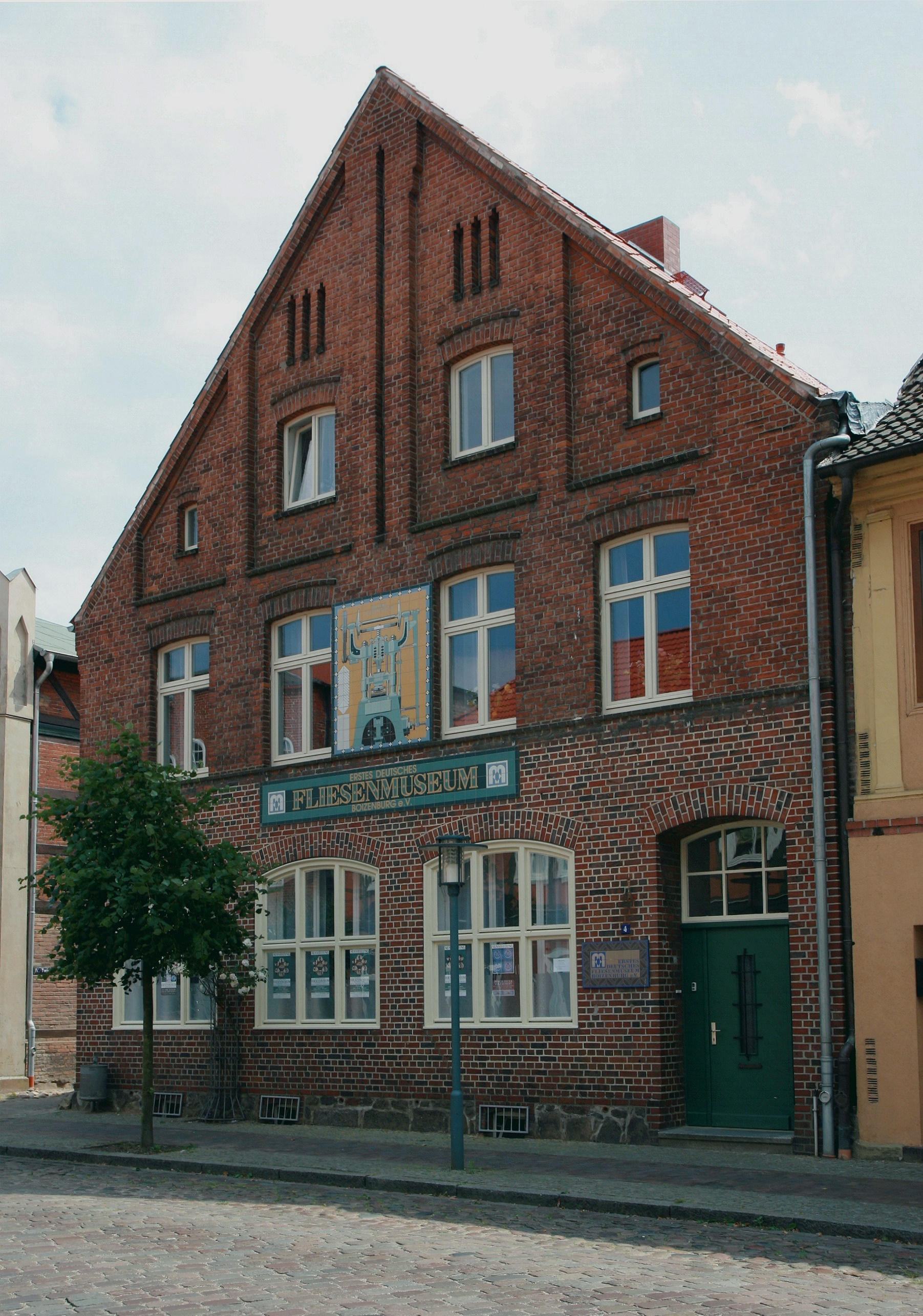
Gebouw wandtegelmuseum (Fliesenmuseum)
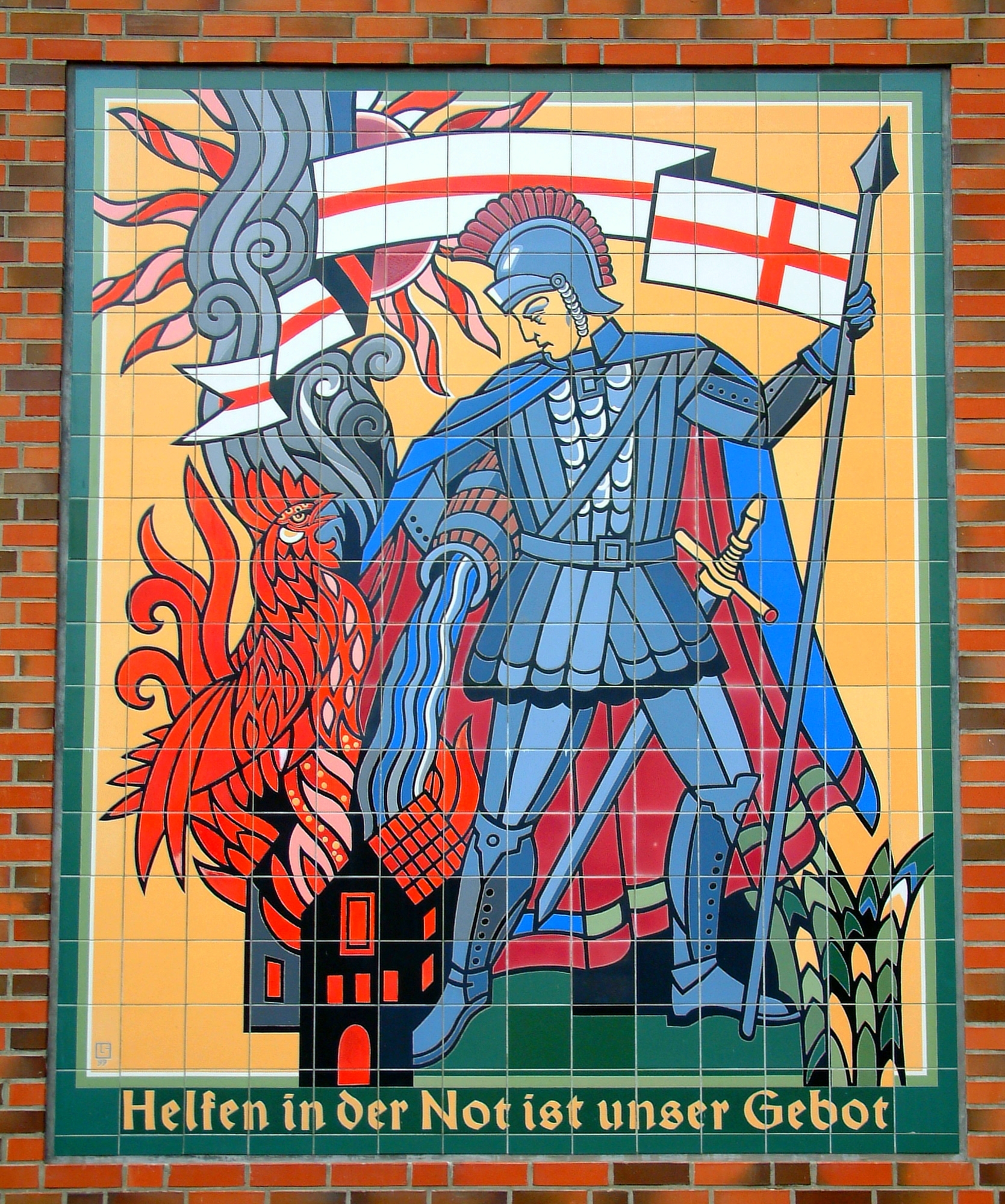
Tegeltableau Sint Florian op de muur van de brandweerkazerne te Boizenburg, Lothar Scholz
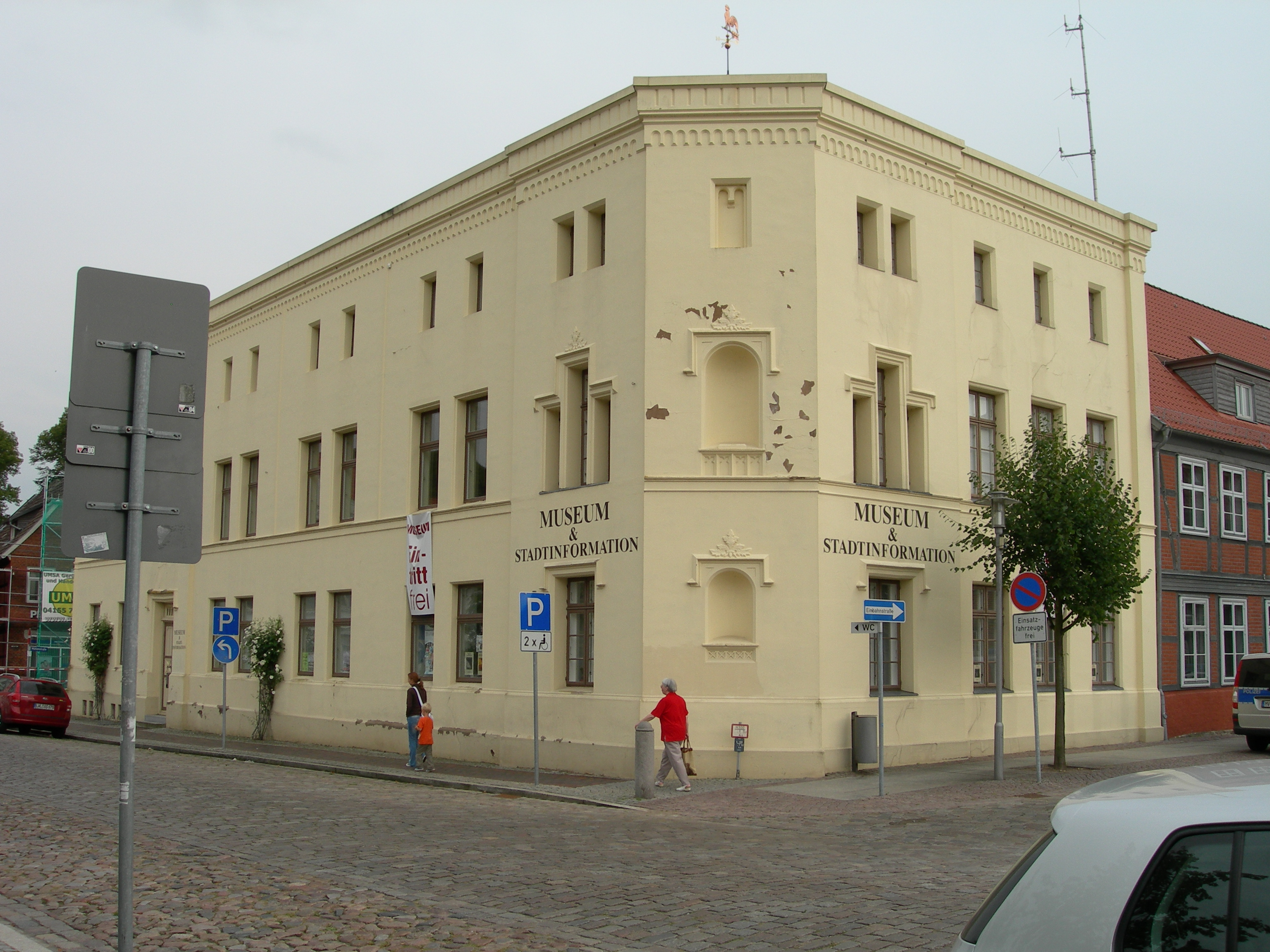
Streekmuseum
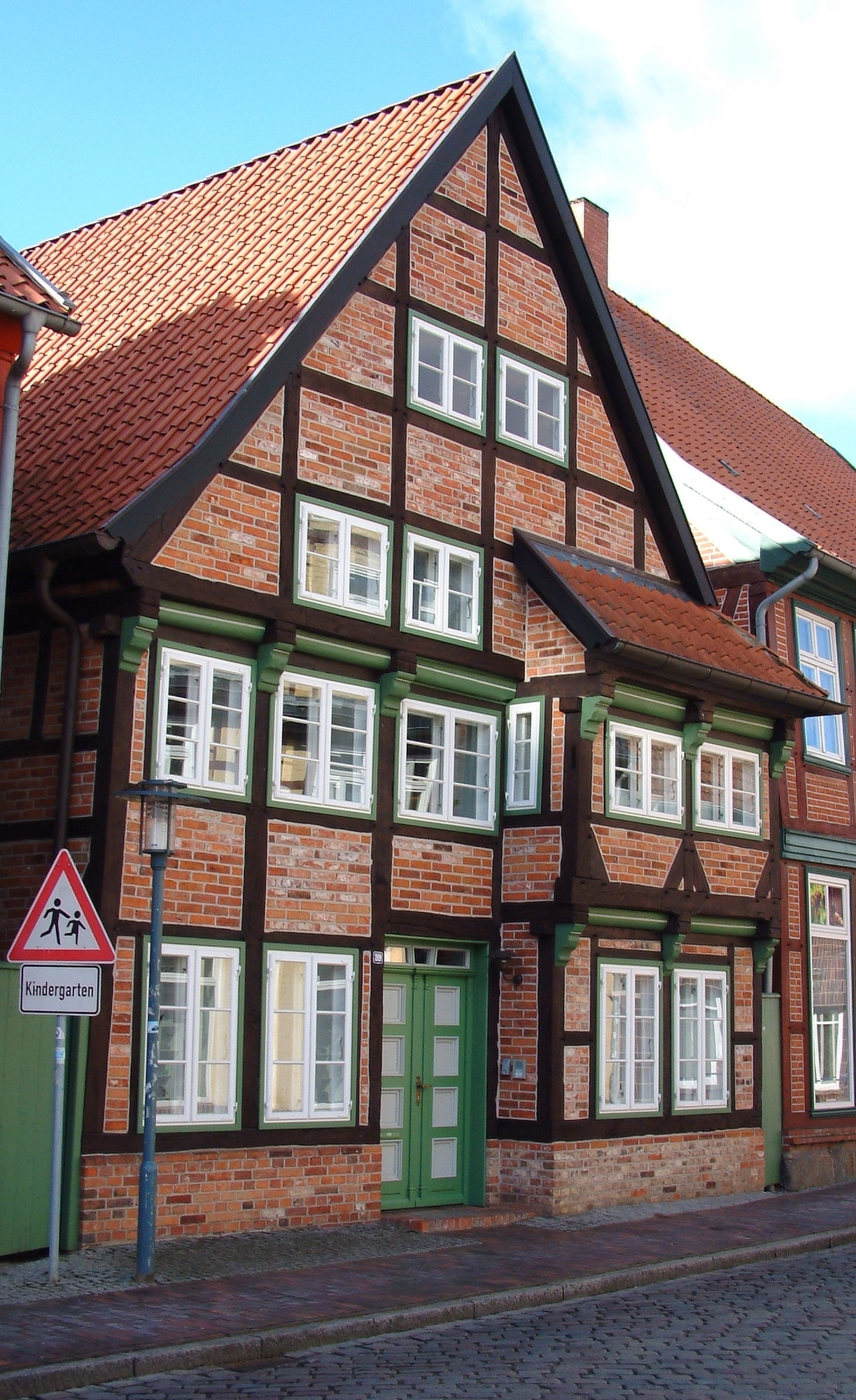
Vakwerkhuis aan de Klingbergstraße
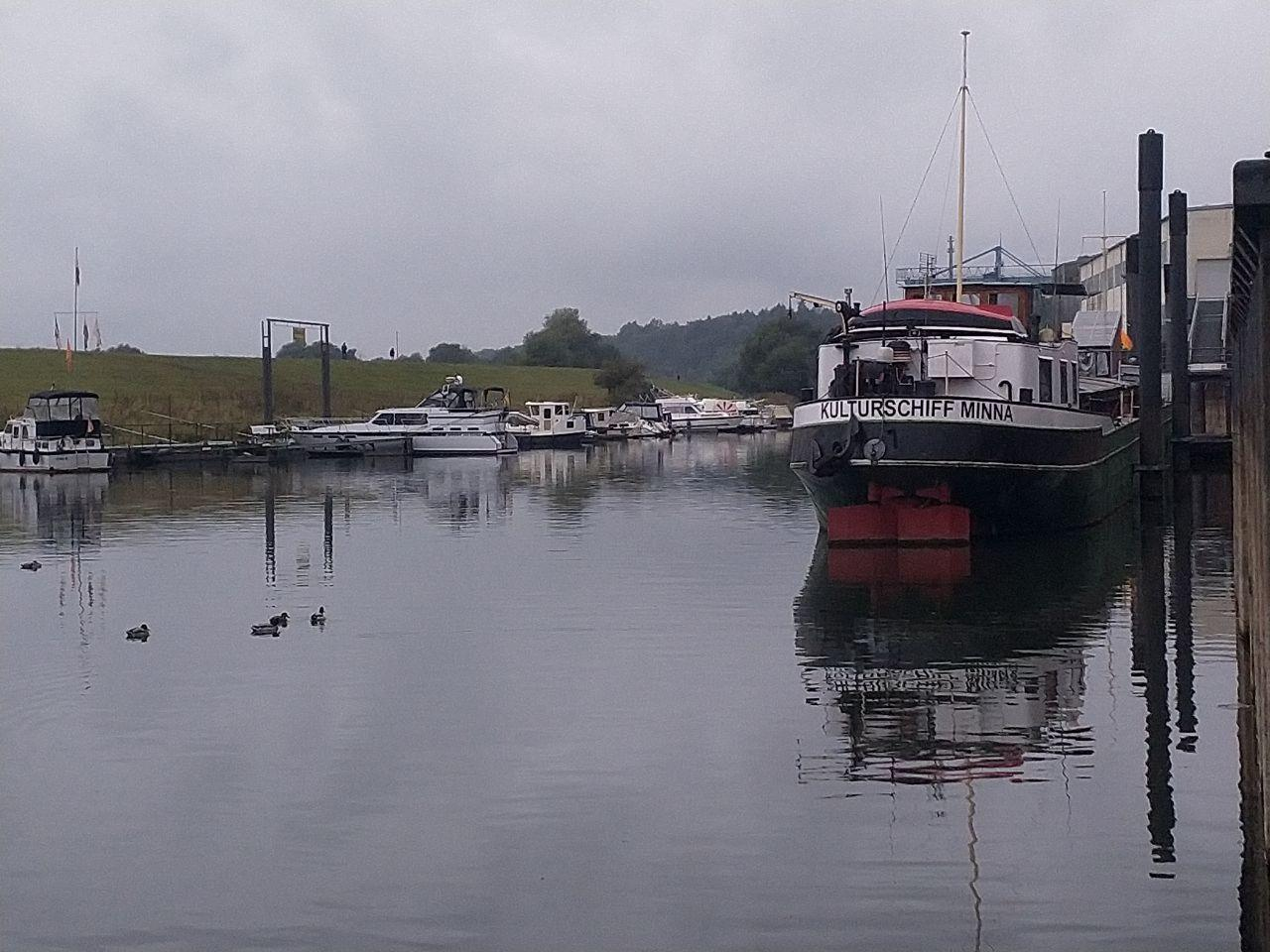
Museumschip Minna in de haven van Boizenburg

## Bekende inwoners
- Lothar Scholz (* 27 juni 1935 in Boizenburg/Elbe; † 3 april 2015 ibidem), beeldend kunstenaar, legde zich toe op het maken van wandtegeltableaus; vooral aan hem dankt Boizenburg het Fliesenmuseum; van 1995 tot 1999 was hij de eerste directeur van dit museum.